# Cratere Steno (Luna)
Steno è un cratere lunare di 32,29 km situato nella parte nord-occidentale della faccia nascosta della Luna.
Il cratere è dedicato al dottore danese Niccolò Stenone.